# Mentu Patera
La Mentu Patera è una struttura geologica della superficie di Io.